# Астор Роу
Астор Роу (англ. Astor Row) — це назва 28 рядових будинків на південній стороні заходу 130-ї вулиці, між П'ятою та Ленокс-авеню в районі Гарлем на Мангеттені, Нью-Йорк, які були одними з перших спекулятивних таунхаузів, побудованих у цьому районі. Будинки, спроектовані архітектором Чарльзом Буеком, були побудовані між 1880 і 1883 роками в три етапи на землі, яку Джон Джекоб Астор придбав у 1844 році за 10 000 доларів. Онук Астора, Вільям Бекхаус Астор-молодший, був рушійною силою розробки.

## Подальша історія
Коли Вільям Бекхаус Астор помер, будинки були розділені між його онуками: Мері, Джеймсом і Сарою Ван Ален. Право власності залишалося за родиною Асторів до 1911 року, коли найзахідніші 10 будинків були продані інвестору в нерухомість Максу Марксу, який частково обміняв їх на житловий будинок у Вашингтон-Гайтс. Нові власники, Brown Realty Company, не виплатили свою іпотеку, і будинки перейшли до Нью-Йоркського ощадного банку.
У 1920 році репортер газети The New York Times описав ці будинки як «один із найпривабливіших і ексклюзивних житлових центрів» у Гарлемі, представляючи «картину домашнього спокою та комфорту, якими володіють небагато інших кварталів у місті».